# لي يونغ يون
لي يونغ يون (بالكورية: 이영은)‏ هي ممثلة كورية جنوبية. ولدت يوم 9 أغسطس 1982 في دايغو في كوريا الجنوبية.

## روابط خارجية
- لي يونغ يون على موقع IMDb (الإنجليزية)
- لي يونغ يون على موقع قاعدة بيانات الفيلم (الإنجليزية)